# آلوچه‌ملک
آلوچه‌ملک یکی از روستاهای استان آذربایجان شرقی استکه در دهستان رودقات بخش صوفیان شهرستان شبستر واقع شده‌است و بر اساس سرشناسی ۱۳۸۵ تعداد ۱۴۰ تن در ۳۶ خانواده در این روستا زندگی می‌کنند.

## تاریخچه نام
آلوچه ملک یعنی ملک یا سرزمین آلوچه و به دلیل فراوانی آلوچه در این روستا این اسم را بر روی آن نهاده‌اند.

## جغرافیا
روستایی خطی است و در ناحیه‌ای کوهستانی و معتدل واقع شده از چشمه مشروب می‌شود و راه آن آسفالت است.

## اقتصاد
محصولات این روستا غلات، حبوبات و میوه است. اهالی به کشاورزی و باغداری و گله داری، گذران می‌کنند و مشهورترین میوه این روستا سیب است.